# Château de Saroléa
Pour les articles homonymes, voir Famille De Saroléa.

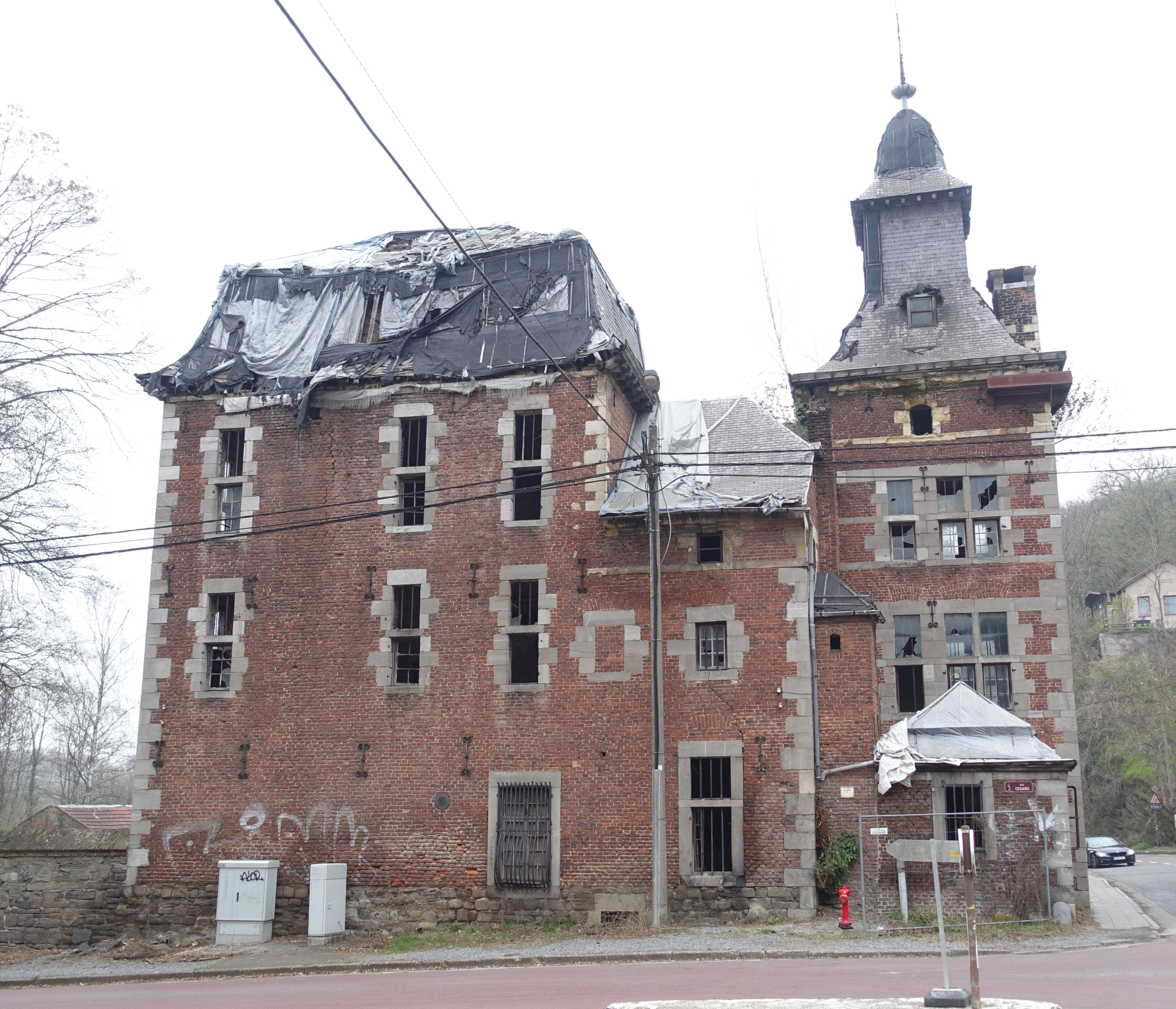
Château de Sarolea en 2019

Le château de Saroléa est un château de Cheratte, section de la ville de Visé, situé à l'angle de la rue de Visé et de la rue Césaro.

## Historique
Le château est construit en 1643 par Gilles De Saroléa et est habité par la famille De Saroléa pendant les siècles suivants. Gilles, seigneur de Cheratte, est déjà impliqué dans l'extraction du charbon, mais c'est en 1850 que l'exploitation commence à grande échelle, aboutissant à la création de la mine de charbon Hasard. Après 1905, le château est également utilisé à cette fin, notamment comme résidence du directeur. Par la suite, il tombe en ruine.
En 2016, il est mis en vente aux enchères publiques, avec l'obligation de le rénover. Ce n'est qu'en 2017 qu'il est définitivement vendu, mais il est alors dans un état de ruine avancé.

## Bâtiment
Le château est construit dans un style mosan, avec des bandeaux, des chaînes d'angle et des encadrements de fenêtres en calcaire et en tuf. Les éléments remarquables sont la tour d'angle carrée en saillie ainsi que les grilles et les pierres de façade portant les monogrammes GDS correspondant aux initiales de Gilles De Saroléa.
Il s'agit d'un bâtiment de, avec des couches de marbre, des bandes d'angle et des cadres de fenêtres en pierre calcaire et en tuf. 
Le bâtiment est classé monument historique.